# 예이손 로페스
예이손 로페스 로페스(스페인어: Yeison López López, 1999년 5월 1일~)는 콜롬비아의 역도 선수이다. 2024년 하계 올림픽 남자 미들급 은메달을 획득했다.

## 경력
초코주 이스트미나 출신이다. 사촌인 에르난 토레스의 영향으로 11살 때 역도를 시작했다. 2017년 처음으로 콜롬비아 역도 국가대표로 발탁되었다.
2024년 8월 프랑스 파리에서 열린 2024년 하계 올림픽에 참가했고 불가리아의 카를로스 나사르의 뒤를 이어 2위에 오르며 은메달을 획득했다.